# Fernando Martelli
Luis Fernando Martelli Dias (Porto Feliz, São Paulo, 8 de febrero de 1986) es un exfutbolista brasileño naturalizado boliviano. Jugaba como defensa y su último equipo fue la Ciudad Nueva Santa Cruz Academia FC de la Asociación Cruceña de Fútbol.

## Clubes
| Club                    | País    | Año               |
| ----------------------- | ------- | ----------------- |
| La Paz F. C.            | Bolivia | 2011 - 2012       |
| Real Potosí             | Bolivia | 2012 - 2013       |
| Nacional Potosí         | Bolivia | 2013 - 2014       |
| The Strongest           | Bolivia | 2014 - 2021       |
| Ciudad Nueva Santa Cruz | Bolivia | 2022 - Actualidad |

## Palmarés

### Títulos nacionales
| Título           | Club          | País    | Año           |
| ---------------- | ------------- | ------- | ------------- |
| Primera División | The Strongest | Bolivia | Apertura 2016 |